# Inquisição espanhola

Escudo da Inquisição espanhola (1571). Ladeando a cruz, a espada, símbolo do castigo aos hereges e o ramo de oliveira, símbolo da reconciliação com os arrependidos. Em latim, a inscrição «Exurge Domine et judica causam tuam. Psalm. 73» (Levantai-vos, ó Deus, e defendei a vossa causa;" salmo 73;22).

A Inquisição espanhola ou Tribunal do Santo Ofício da Inquisição foi estabelecida em 1478 pelos Reis Católicos,  Fernando II de Aragão e Isabel I de Castela. O seu objectivo era manter a ortodoxia católica nos seus reinos e substituir a Inquisição Medieval, que estava sob controlo papal. Tornou-se a mais substantiva das três manifestações diferentes da Inquisição Católica mais vasta, juntamente com a Inquisição Romana e a Inquisição Portuguesa. A Inquisição Espanhola pode ser definida de forma ampla, abrangendo todas as colónias e territórios espanhóis, que incluíam as Ilhas Canárias, o Reino de Nápoles, e todas as possessões espanholas na América do Norte, Central, e do Sul. 
Não  é possível chegar a um cálculo exacto do número de pessoas condenadas à morte pela Inquisição. Em 1817, Juan Antonio Llorente achou cerca de 39 mil, mas este número é considerado hoje em dia como totalmente sem validade científica e improvável por ser tão elevado. De fato, a investigação histórica tem estado a rever constantemente em baixa o número de pessoas condenadas à morte pela Inquisição Espanhola.

A Inquisição destinava-se inicialmente a identificar os hereges entre os convertidos do judaísmo e do islamismo ao catolicismo. A regulação da fé dos católicos recém convertidos foi intensificada após os decretos reais emitidos em 1492 e 1502, que ordenavam judeus e muçulmanos a converterem-se ao catolicismo ou a deixarem Castela. A Inquisição só foi definitivamente abolida em 1834, durante o reinado de Isabel II, após um período de declínio de influência no século anterior. 

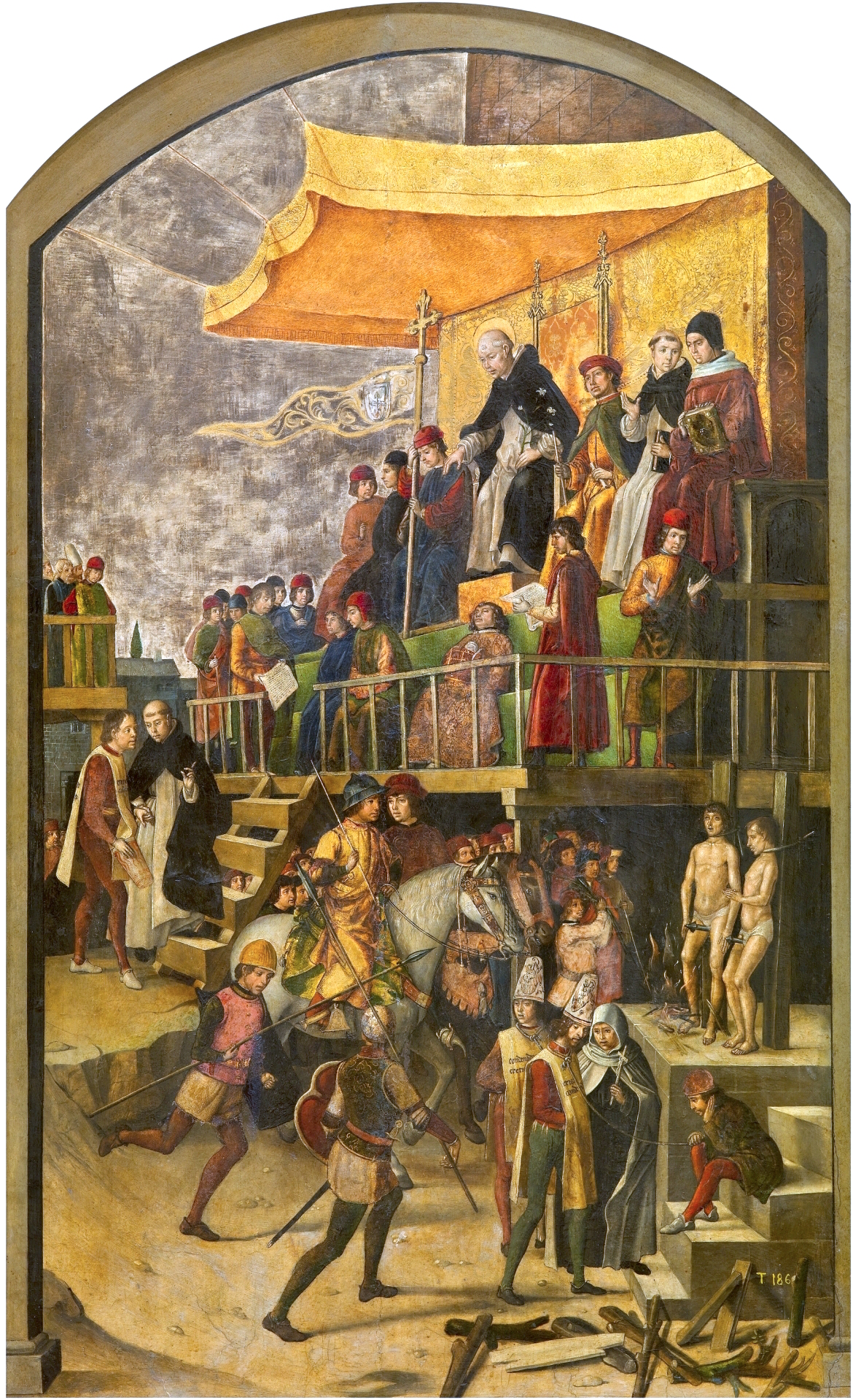
Representação de um "auto de fé" que teria sido presidido por Domingos de Gusmão, o fundador da Ordem dos Dominicanos. A pintura, de Pedro Berruguete, foi encomendada pela própria Inquisição e a cena retratada é sem dúvida forjada. Embora muitos dominicanos mais tarde se envolvessem nos processos da Inquisição, o fundador da Ordem já era falecido quando aquela foi estabelecida.

## Contexto
No século XIII a Espanha não era um estado unificado, mas sim uma confederação de monarquias, cada qual com seu administrador, como os reinos de Aragão e Castela, governados por Fernando e Isabel, respectivamente. No Reino de Aragão (na verdade, uma confederação de Aragão, Ilhas Baleares, Catalunha e Valência) havia uma Inquisição local desde a Idade Média (1238), tal como em outros países da Europa, porém ainda não havia Inquisição no Reino de Castela e Leão.
A maior parte da Península Ibérica estava sob o governo de potentados mouros, e as regiões do sul, particularmente Granada, estavam muito povoadas de muçulmanos. Até 1492, Granada manteve-se sob o controle mouro. As cidades mais importantes, como Sevilha, Valladolid e Barcelona (capital do Reino de Aragão), tinham grandes populações de judeus em guetos.
Havia uma longa tradição de trabalhos de judeus no Reino de Aragão. Abiathar Crescas, um judeu, foi médico e astrólogo na corte do pai de Fernando, João II de Aragão. Muitos judeus ocupavam postos de importância, tanto religiosos como políticos.
Muitos historiadores creem que a Inquisição foi o método usado por Fernando para enfraquecer os seus opositores principais no reino. Possivelmente havia também uma motivação econômica: muitos financistas judeus forneceram o dinheiro que Fernando usou para casar com a rainha de Castela, e vários desses débitos seriam extintos se o financiador fosse condenado.[carece de fontes?] O inquisidor instalado por Fernando na Catedral de Saragoça, Pedro de Arbués, foi assassinado por cristãos novos e mais tarde considerado santo pela Igreja Catolica.
Os monarcas espanhóis Fernando e Isabel solicitaram uma bula papal para estabelecer uma inquisição em Espanha em 1478. O Papa Sisto IV concedeu a bula Exigit sincerae devotionis affectus que permitia aos monarcas seleccionar e nomear dois ou três sacerdotes com mais de quarenta anos de idade para agirem como inquisidores. Em 1481 a brutalidade da Inquisição espanhola levou o próprio Papa a protestar. Porém capitulou  quando Fernando ameaçou negar apoio militar à Santa Sé. Fernando obteve assim o que desejava: controlar sozinho a Inquisição espanhola.

## A Inquisição e a expulsão dos judeus
Em 1483, Fernando e Isabel estabeleceram um conselho estatal para administrar a inquisição e indicaram o dominicano Tomás de Torquemada,seu confessor e conselheiro, que acabaria por assumir o título de Inquisidor Geral, para investigar e punir os conversos  — judeus e mouros que se tinham convertido ao catolicismo, mas que alegadamente continuavam a praticar suas antigas religiões em segredo. Os detratores chamavam os judeus convertidos de marranos, uma expressão pejorativa, que se crê significar porcos. Entre os anos 1486 e 1492, 25 autos-de-fé ocorreram em Toledo. Um total de 464 autos-de-fé contra judeus ocorreram entre 1481 e 1826. No total, mais de 13 mil conversos foram julgados entre 1480 e 1492.[carece de fontes?]

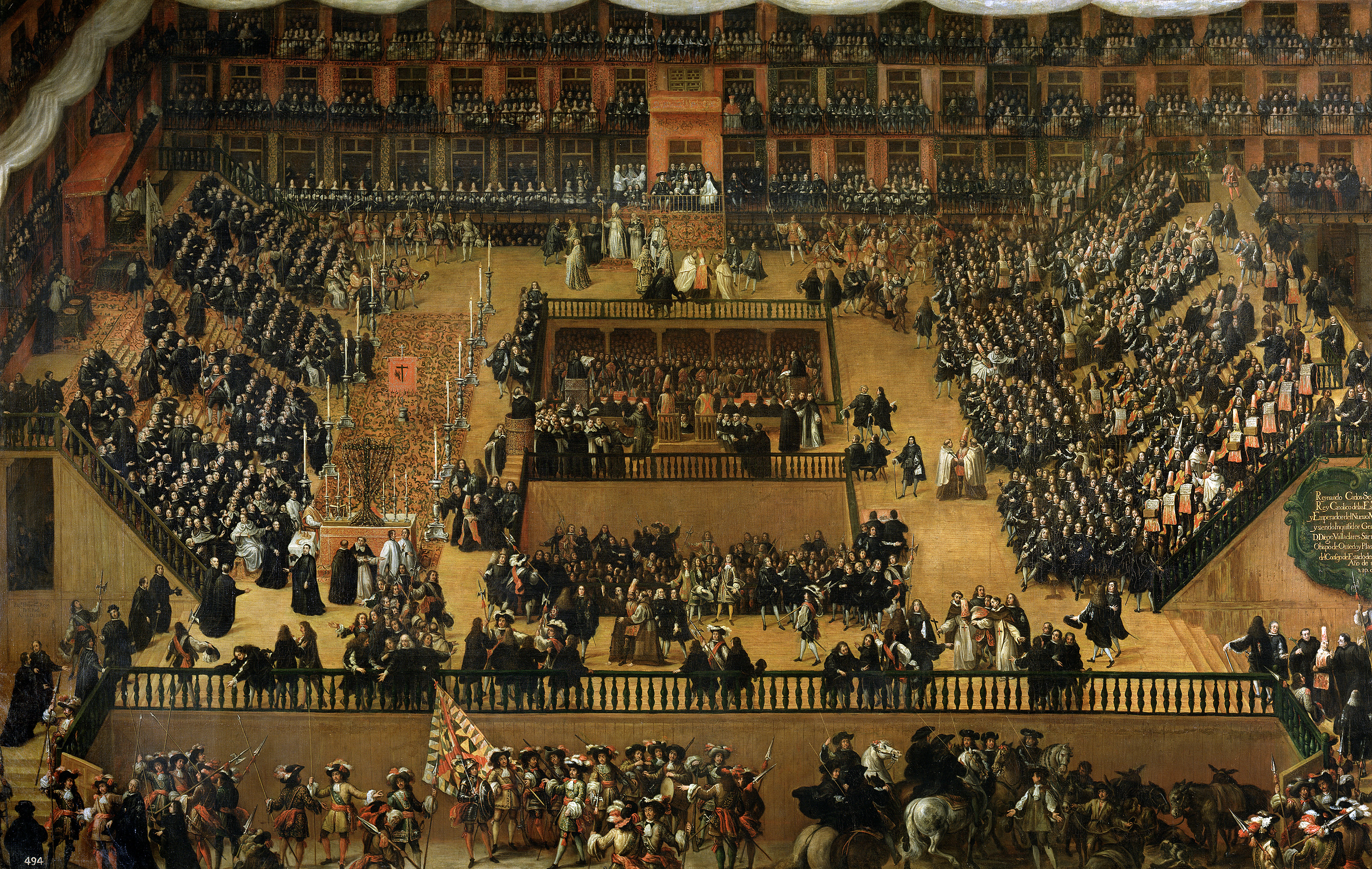
Auto de Fe en la Plaza Mayor de Madrid, por Francisco Rizi, (1683) que representa o celebrado em 30 de junho de 1680.

A 31 de Março de 1492, apenas três meses após a conquista de Granada, os reis católicos emitiram o Decreto de Alhambra sobre a expulsão dos judeus de todos os seus reinos. Os judeus tinham até 31 de Julho do mesmo ano para escolher entre aceitar o baptismo ou deixar o país para sempre, embora lhes fosse permitido levar consigo todos os seus bens, desde que não fosse em ouro, prata ou dinheiro. A razão dada para justificar esta medida  foi a "recaída" de muitos convertidos devido à proximidade de judeus não convertidos que os seduziam e os mantinham no conhecimento e prática do judaísmo. Os judeus tiveram de vender tudo o que não podiam carregar: as suas terras, as suas casas e bibliotecas, e converter sua riqueza em uma forma mais portátil era difícil.  O resultado foi que  grande parte da riqueza da comunidade judaica permaneceu em Espanha. A punição para qualquer judeu que não se convertesse ou partisse era a execução sumária.
Entre 165 mil e 400 mil judeus teriam deixado assim a Espanha , muitos deles perdendo o seu meio de subsistência e pagando impostos exorbitantes aos funcionários dos portos ao partirem; cerca de  cinquenta mil  decidiram ficar.

## Modo de atuação
No seu mecanismo e operações - detenções, julgamentos, confisco de bens, e outros - a Inquisição espanhola emulou as inquisições doutras paragens. Contudo, ao contrario das outras, a Inquisição Espanhola não estava subordinada ao Papa, mas sim aos Reis Católicos. Funcionava como instrumento não só da ortodoxia religiosa, mas também da política real.
A Inquisição perseguiu os conversos, os chamados mouriscos, mais tarde os cristaos-velhos, e também foi usada contra os primeiros focos do protestantismo, contra a disseminação das idéias de Erasmo de Roterdão, contra o iluminismo e, no século XVIII, contra o enciclopedismo. Apesar das ações das outras inquisições europeias contra a bruxaria, as bruxas não foram o principal foco da inquisição espanhola, excepto ao longo da fronteira norte, particularmente entre a população basca dos Pirenéus. As acusadas de bruxaria eram normalmente qualificadas como heréticas. O primeiro julgamento registado de uma bruxa foi em 1498.
Durante o governo de Napoleão Bonaparte, a Inquisição foi suspensa na Espanha, porém foi reinstalada quando Fernando VII de Espanha subiu ao trono.
O professor Cayetano Ripoll, garroteado em Valência no dia 31 de julho de 1826, foi a última pessoa morta pela Inquisição espanhola, que, em 15 de julho de 1834, foi finalmente abolida.
A Inquisição também foi instalada na América Espanhola, com tribunais da inquisição no México, Peru e Colômbia, porém foi abolida nesses países quando se tornaram independentes da Espanha.[carece de fontes?]

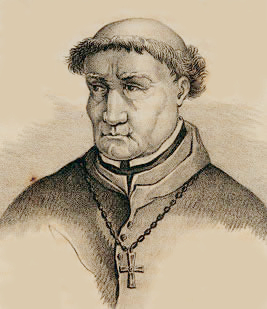
Torquemada era descendente de conversos, o que segundo alguns historiadores motivaria a sua sanha contra eles. Deixou o seu próprio epitáfio, no mosteiro de S.Tomás em Ávila, onde está enterrado: "Pestem Fugat Haereticam", (Expulsou a peste da heresia).

### Denúncias
Cada campanha inquisitorial começava com uma visita dos inquisidores a uma dada localidade, onde se juntava a população com um convite solene para que os hereges se apresentassem, e fossem também  denunciados outros suspeitos de heresia. Era anunciado um "período de graça" enunciado num "Édito de Graça", lido em público,  que dava um período de trinta ou quarenta dias aos hereges para  se denunciarem.
Denunciar-se a si próprio não se achava  suficiente: era-se obrigado a denunciar cúmplices, ou seja, aqueles - familiares, amigos ou parentes - que tivessem participado em práticas condenáveis, sob pena de excomunhão. 
Este método tornou cada um num agente da Inquisição, e fez cada  homem consciente de que uma simples palavra ou ato o podia sujeitar ao tribunal. A denúncia foi elevada à categoria de um superior dever religioso, encheu a nação de espiões e tornou cada indivíduo um objecto de suspeita para o seu vizinho, para os membros da sua própria família, e para os estranhos que pudesse vir a conhecer.

### Prisão e interrogatórios
O ficheiro contendo os testemunhos e a qualificação da acusação -  a chamada sumaria - era a fase preliminar do julgamento. Depois disto, o acusador solicitava formalmente a prisão do suspeito - a dita clamorosa. A detenção é acompanhada pela apreensão dos bens do detido, que seriam utilizados para pagar a sua manutenção e alimentação e as despesas do  processo, e os parentes dos acusados eram freqüentemente deixados na miséria total.
Os depoimentos das testemunhas eram mostrados ao arguido, com os nomes de testemunhas ocultados. Os julgamentos da Inquisição eram secretos e a possibilidade de recorrer das decisões não existia. O réu era interrogado e pressionado a confessar os "crimes" que lhe eram atribuídos. Os suspeitos não conheciam as acusações, nem lhes era permitido saber a identidade das testemunhas. Um advogado, que era nomeado pela Inquisição, era apenas um adereço; o seu papel era muitas vezes mais em desfavor do réu do que outra coisa.
Os detidos eram  levados secretamente para as prisões da Inquisição, onde aguardaram julgamento. Como o paradeiro do detido não era divulgado, falou-se de prisões "secretas" da Inquisição - de fato, as condições das prisões eram entre si bastante diversas. Assim, durante o tempo que durava a detenção, que pode durar semanas, meses ou até anos, o detido permanecia completamente isolado do mundo exterior. Não sabia do que era acusado, nem quais as provas contra ele, nem quem eram as testemunhas de acusação. Se finalmente conseguiam escapar, os detidos eram obrigados a não revelar nada que tivessem visto, ouvido ou experimentado durante o tempo em que tinham estado presos.
A instrução não se baseava no princípio da presunção de inocência, mas na presunção de culpa - era o acusado que tinha de provar a sua inocência. "A única tarefa da Inquisição era obter do seu prisioneiro um reconhecimento de culpa e uma submissão penitente", diz Henry Kamen. "É essencial que o acusado confesse o crime e o faça publicamente, e que também expresse publicamente o seu arrependimento; é uma das razões para o auto de fé", afirma Joseph Pérez.
O processo consistia numa série de audiências em que a acusação e a defesa faziam  as suas respectivas apresentações; e uma série de interrogatórios era realizada pelos inquisidores na presença de um notário. Após o caso ser considerado concluído, chegava o momento de se pronunciar a sentença. Para isso, era necessário formar uma "consulta de fé", um órgão composto pelos inquisidores, um representante do bispo, e funcionários qualificados em teologia ou direito, conhecidos como consultores, que votariam sobre o caso. 

### Tortura
A Inquisição, como uma corte religiosa (tribunal), era operada por autoridades da Igreja Católica. Porém, se uma pessoa fosse condenada â morte, a punição era entregue às autoridades seculares, pois a Igreja "não derramava sangue". 
A tortura, ou a simples ameaça ou sugestão da sua utilização, frequentemente era usada como modo de obter as confissões desejadas, e obter denúncias e era também utilizada habitualmente pela justiça secular. Quatro principais formas de tortura eram utilizadas: o strappado, a tortura da água, a tortura do fogo, e o potro ou cavalete  (rack). 
No strappado as mãos do condenado eram atadas nas costas, e depois a vítima era içada lentamente por meio de uma roldana, habitualmente presa ao teto. Era depois largada bruscamente, mas sem tocar no chão. Isso provocava  o deslocamento dos braços do condenado. Caso o peso do corpo não fosse considerado suficiente, eram adicionados pesos  nos pés.

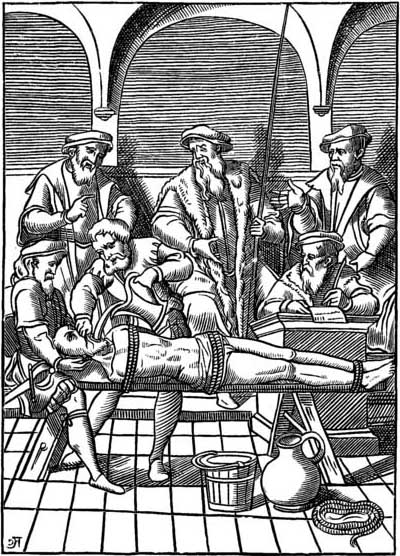
Simulação de afogamento (gravura de 1556)

 Na tortura da água ou simulação de afogamento (conhecida nos nossos dias como waterboarding) a vítima era amarrada em posição quase horizontal, com a cabeça mais baixa do que os pés; sobre a sua boca e nariz era colocado um pano e derramadas grandes quantidades de água.
Na  tortura pelo fogo, com o prisioneiro estendido no chão, as plantas  dos seus pés eram esfregadas com uma gordura e colocadas perto duma fogueira, até conseguir uma confissão.

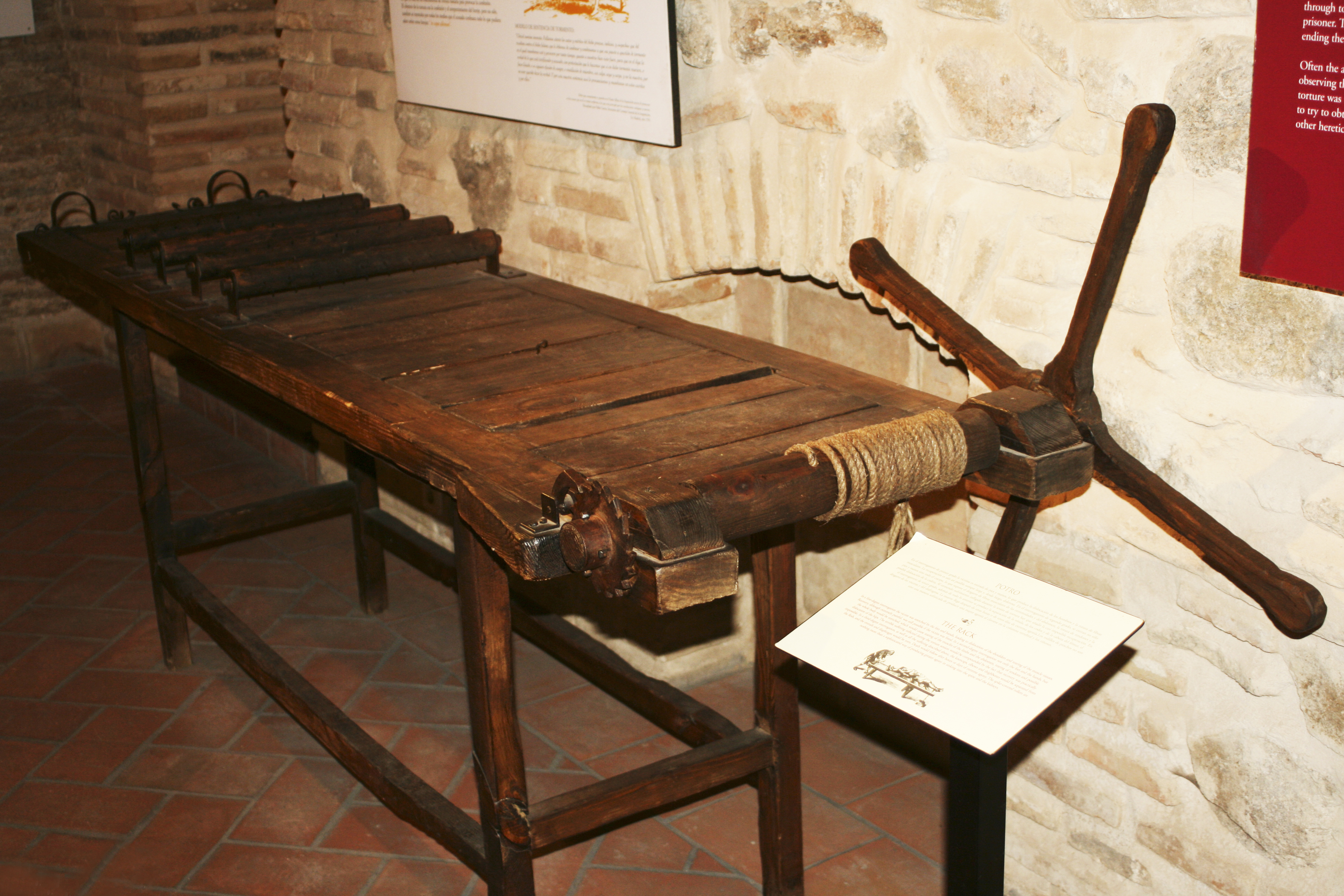
Um cavalete, em exposição no Museu da Tortura de Toledo, Espanha.

 O potro ou cavalete consistia em atar o prisioneiro dum lado pelos pulsos  e do outro pelos pés, "esticando-o" depois por um mecanismo de  alavancas. Os braços e pernas  deslocavam-se, e músculos, tendões, e órgãos internos eram forçados ao ponto de ruptura. Em pouco tempo, o interrogado poderia ser mutilado para a vida inteira ou mesmo morrer no aparelho.
A tortura era levada a cabo numa sala separada; pelo menos um inquisidor e um escriba deveriam estar presentes, e o que quer que o arguido dissesse durante a tortura era cuidadosamente anotado. As vítimas eram informadas de que qualquer ferimento que sofressem durante a tortura seriam de sua própria culpa. Uma confissão tinha de ser confirmada no dia seguinte; se assim não fosse, a vítima poderia ser torturada novamente.
Apesar da perda, pelos anos fora, de milhares de documentos, muitos dos meticulosos registos das sessões de tortura sobreviveram. São documentos extraordinários, secas exposições burocráticas, que anotam até os gritos dos supliciados, e que se estendem por páginas e páginas.
Em 1481 o Governador de Sevilha ordenou a construção de uma plataforma permanente de pedra, de vastas proporções,  conhecida como o Quemadero (lugar da queima ou queimador). Foi adornado com estátuas dos quatro Profetas. O seu arquiteto, judeu, foi uma das primeiras vítimas da Inquisição. O Quemadero foi destruído em 1809, quando os soldados de Napoleão o demoliram.

## Julgamento e Sentenças

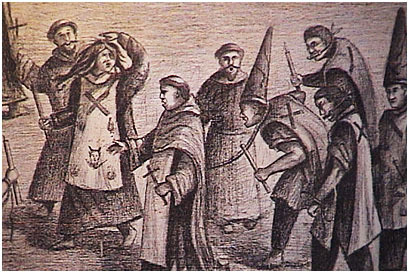
A Inquisição em Lima: condenados usando o sambenito, a coroça e um açaime (gravura do século XVII).

Não havia de fato nenhum julgamento no sentido moderno do termo, mas sim um interrogatório bastante alargado; sendo o prisioneiro mantido na ignorância das razões da sua prisão - frequentemente durante meses ou até anos. Não existia uma acusação precisa, e portanto pouca possibilidade de fazer uma defesa plausível. O prisioneiro era simplesmente aconselhado "a procurar a sua consciência, confessar a verdade, e confiar na misericórdia do tribunal".
Por fim, contudo, o prisioneiro era informado das acusações e era-lhe dada uma versão  editada do processo contra ele - omitindo, quaisquer detalhes que lhe permitissem adivinhar quem eram as testemunhas contra ele. Assim, a charada continuava. Após os intermináveis interrogatórios, audiências e períodos de espera chegarem ao fim, a sentença poderia ser pronunciada.
As sentenças finais eram proferidas perante um tribunal misto de religiosos, escriturários e advogados seculares, e consistiam em penitências que variavam bastante em grau de severidade. Os prisioneiros eram  deixados na ignorância do seu destino até que, na própria manhã do auto de fé, eram preparados para o mesmo, vestidos com os trajos que designavam as suas punições.
Nos autos de fé eram anunciadas oficialmente  as penas, por ordem de dureza, primeiro as mais leves, depois as  mais pesadas. 
As penalidades variavam bastante. A mais comum , e quase inofensiva, era a simples reprimenda, usada quando nada sequer se provava. No caso de infrações consideradas menores, era imposta a abjuração, a que poderia juntar-se uma multa ou a pena de exílio.  Podia ser imposto o uso do sambenito por um certo período de tempo após o qual seria exposto na igreja local para vergonha do condenado.
A condenação às galés, concebida pelos Reis Católicos, era um castigo bastante receado pela sua dureza - uma fonte barata de trabalho para a frota espanhola, que na década de 1570 mantinha no Mediterrâneo cerca de cento e cinquenta galeras.
A prisão perpétua - de facto raramente sendo perpétua - também era uma das piores condenações. A carcer perpetuus geralmente significava prisão por três anos; já a pena de carcer perpetuus irremissibile ditava um período mais longo, cuja duração dependia da avaliação da ofensa e da conduta do prisioneiro.
A punição mais grave era o "relaxamento ao braço secular" ou seja  a entrega do condenado à justiça secular - que não tinha acesso ao processo - a fim de ser executado. Os inquisidores transferiam-no para a justiça secular, com a fórmula  "a quem urgentemente e eficazmente imploram que se comportem com ele benignamente e misericordiosamente e não prossigam com a pena de morte ou o derramamento de sangue". Na realidade, é óbvio que eram perfeitamente conscientes do destino a que estavam a entregar as vítimas. A execução era pública. Se os infelizes se arrependessem, "por  misericórdia" eram mortos no garrote antes do seu cadáver ser queimado; se não, eram queimados vivos na estaca.
A morte dum acusado não extinguia a acção inquisitorial. Quando se considerava provado que uma pessoa falecida tinha cometido heresia, os seus restos mortais eram desenterrados e queimados, e os seus bens eram confiscados.

## Financiamento
Um dos aspectos mais salientes da organização da Inquisição foi a sua forma de financiamento: não tendo orçamento próprio, a Inquisição dependia quase exclusivamente do confisco dos bens dos denunciados. Não surpreende, portanto, que muitas das suas vítimas fossem  ricas. Que a situação estava aberta a abusos é evidente, como se destaca no memorando que um converso de Toledo dirigiu a Carlos V:
Vossa Majestade deve providenciar, antes de tudo, que as despesas do Santo Ofício não provenham das propriedades dos condenados, porque é uma coisa repugnante se os inquisidores não comerem a menos que queimem.
Tal como acontece em muitos outros pontos, desconhece-se exactamente quanta riqueza foi confiscada aos judeus convertidos e aos outros julgados pela Inquisição. A riqueza confiscada num ano de perseguição na pequena cidade de Guadalupe pagou os custos de construção de uma residência real.
Existem muitos registos da opinião dos espanhóis comuns da época de que "a Inquisição foi concebida simplesmente para roubar pessoas". "Eram queimados apenas pelo dinheiro que tinham", declarou um residente de Cuenca. "Eles queimavam apenas os ricos, porque teem propriedades; aos outros deixam-nos em paz", disse outro. Em 1504, um acusado afirmou: "só os ricos eram queimados". Quando uma mulher em Aranda del Duero, em 1501, se alarmou com a anunciada visita dos inquisidores, um  homem retorquiu: "Não tenham medo de ser queimados, eles só andam atrás do dinheiro". Em 1484 Catalina de Zamora foi acusada de afirmar que "esta Inquisição que os padres estão a realizar é tanto para tirar os bens dos conversos como para defender a fé. São os bens que são os hereges". Este ditado passou a ser de uso comum em Espanha.
Parte do rendimento dos confiscos iria para a Coroa Espanhola; mas não é claro em que proporção. Invariavelmente, surgiram disputas judiciais sobre os bens confiscados. As dívidas dos  acusados tinham de ser pagas, assim como as despesas dos funcionários e dos processos judiciais. A coroa poderia reivindicar um terço, o que aparentemente ocorreu no reinado de Fernando e Isabel. Parte do dinheiro era investido  pelos inquisidores. Na cidade de Lérida, em 1487, os confiscos dos conversos  foram atribuídos à câmara municipal, a uma ordem religiosa, a um hospital e a várias outras necessidades; a Inquisição não conseguia controlar todas as receitas disponíveis.
Outras  importantes fontes de receitas eram as multas e as "penitencias". Por fim, havia a categoria de "dispensas" ou "comutações", quando uma punição decretada pela Inquisição era trocada por um pagamento em dinheiro.
Apesar disso, e mesmo com períodos de desafogo, a Inquisição encontrava-se regularmente em estado de défice. Alguns  números conhecidos não deixam dúvidas; por exemplo as contas de receitas e despesas do tribunal de Córdoba mostram uma história persistente de dívida ao longo de três séculos: em 1578 as despesas tinham ultrapassado os rendimentos em quase quinze por cento, em 1642 em quase vinte e sete por cento, em 1661 trinta e quatro por cento aproximadamente, e em 1726 cerca de onze por cento.
Porquê? O fator principal era a pesadíssima máquina burocrática da organização. Os salários poderiam chegar a mais de setenta e cinco por cento do rendimento obtido.

## Declínio e fim
Em 1808, os exércitos franceses invasores colocaram Joseph Bonaparte no trono espanhol, e quando o próprio Napoleão Bonaparte chegou a Madrid, em Dezembro desse ano, publicou um decreto abolindo a Inquisição e confiscando todos os seus bens a favor da Coroa. Os arquivos da Inquisição foram entregues â guarda de Juan Antonio Llorente, o historiador, que fora secretário do tribunal inquisitorial de 1789 a 1791. Contudo, a Inquisição continuou a funcionar nos locais de Espanha que os franceses não dominavam. Llorente destruiu muitos dos registos e conservou outros, que levou consigo para Paris 
A Inquisição foi de novo restaurada quando Fernando VII recuperou o trono em 1 de Julho de 1814. Em Março de 1820, pressionado pelos liberais, de novo a aboliu; mas continuou a funcionar, bastante enfraquecida, sob o novo nome de "Tribunais da Fé". Em 15 de Julho de 1834, a rainha regente Maria Cristina formal e definitivamente terminou a Inquisição Espanhola.

## Pesquisas recentes sobre a Inquisição espanhola
Pesquisas históricas recentes vêm contestando alguns fatos sobre a Inquisição. Em 6 de novembro de 1994, a BBC de Londres transmitiu o documentário The Myth of the Spanish Inquisition. Segundo o programa, que se baseia em anos de pesquisa em arquivos antes fechados, a Inquisição espanhola – tida como a mais cruel e violenta – teve, na verdade, sua imagem distorcida por protestantes que queriam minar o poder da maior potência mundial na época: a Espanha. O vídeo explica que cada processo inquisitorial ocorrido foi registrado individualmente durante os 350 anos em que a Inquisição esteve ativa, mas somente agora esses registros estão sendo reunidos e analisados adequadamente. No programa, o professor Henry Kamen, especialista no assunto, admitiu que esses registros são extremamente detalhados e vêm trazendo à tona uma visão da Inquisição espanhola que é muito diferente da que estava cristalizada na mente dos historiadores (ele incluso). Henry Kamen lançou, em 1999, o livro The Spanish Inquisition: A Historical Revision. (Yale University Press), que é uma revisão de seu trabalho de 1966 à luz das novas descobertas.
Richard Kagan comenta sobre a visão de Kamen que uma fraqueza dos seus argumentos, e de facto de todo o seu livro, é que Kamen, ansioso por contrariar a concepção do século XIX da Inquisição como um monstro que acabou por consumir a Espanha, não consegue entrar na barriga da besta e avaliar o que ela realmente significava para os indivíduos que com ela viviam. Kamen também não conduz o leitor através de um julgamento real. Se o tivesse feito, qualquer leitor poderia concluir que a instituição que ele retrata como relativamente benigna em retrospectiva também era capaz de inspirar medo e tentativas desesperadas de fuga, sendo portanto mais merecedora de sua reputação anterior. Também  se poderia ter dito mais sobre os advogados que intervieram nos julgamentos e manipularam seus procedimentos, junto com os estratagemas, como subornos e apelos de insanidade, que os réus usaram para tentar fazer parar a maquinaria inquisitorial. Ainda segundo R. Kagan, também são necessários estudos que realmente utilizem seus arquivos - a Inquisição manteve excelentes registros - para reconstruir o mundo dos indivíduos que se enredaram em sua rede.

## Na cultura popular

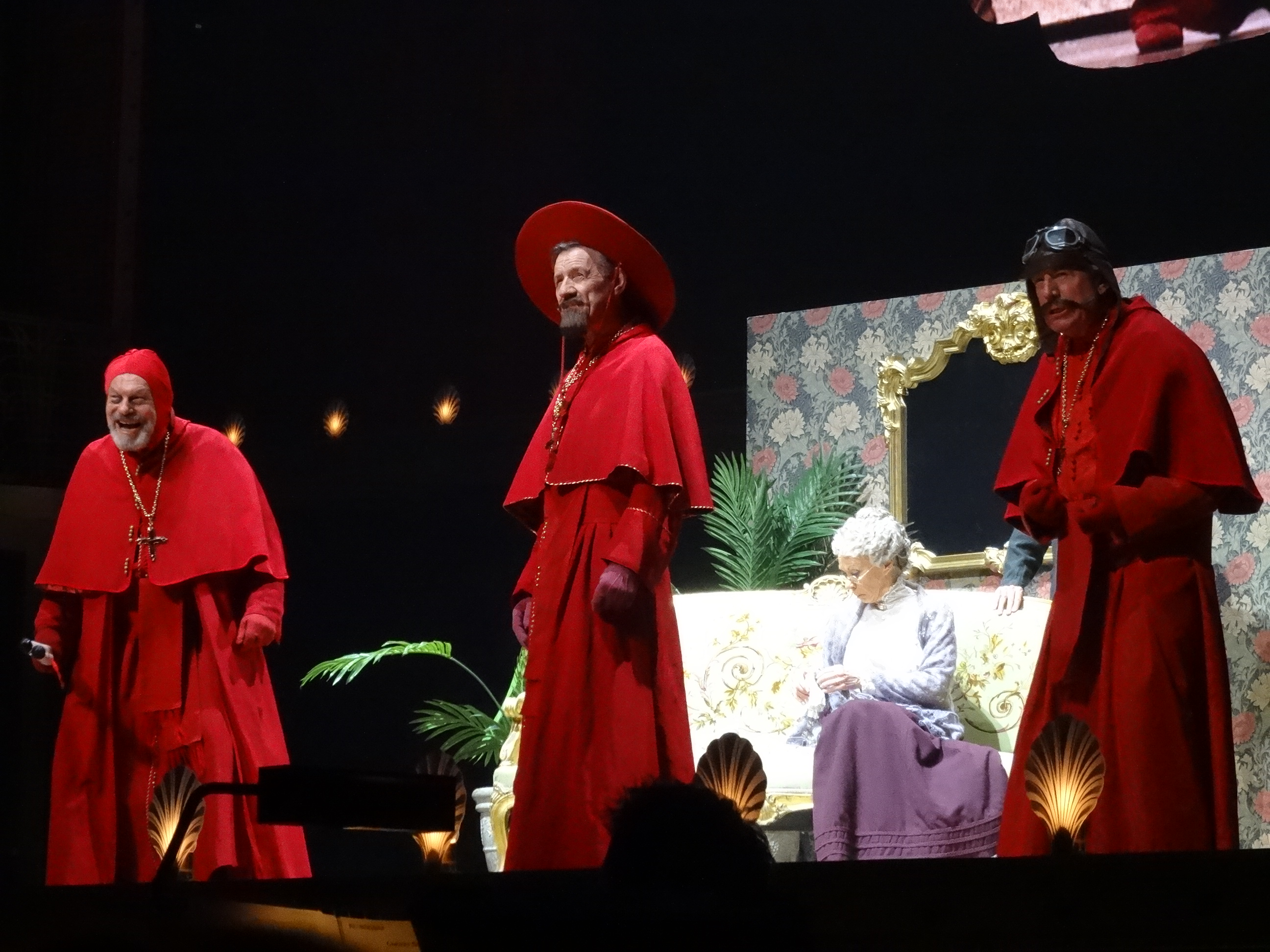
Ninguém espera a Inquisição Espanhola, na versão dos Monty Python (aqui em cena em 2014)

Nos sketchs da equipa de comediantes  Monty Python, um inepto grupo de Inquisidores irrompe repetidamente em cenas depois de alguém proferir as palavras "Eu não esperava uma espécie de Inquisição Espanhola", gritando "Ninguém está à espera da Inquisição Espanhola!" Os inquisidores utilizam a seguir formas ineficazes de tortura, incluindo um suporte de secagem de pratos, macias almofadas  e uma cadeira confortável.
Num livro de Dostoievsky, Os Irmaos Karamazov, existe um capítulo famoso, "O Grande Inquisidor". Uma história dentro da própria história, (várias vezes editada em livro separadamente) conta a aparição de Jesus Cristo em Sevilha, no tempo da Inquisição Espanhola. Preso pelo Grande Inquisidor, um velho Cardeal, é condenado a morrer na fogueira "como o pior dos hereges". O Inquisidor interroga-o: "És Tu? (...) Cala-te. Não tens o direito de acrescentar uma palavra mais ao que já disseste outrora. Por que vieste estorvar-nos? Porque tu nos estorvas, bem o sabes." Cristo não diz palavra, apenas o beija. No fim do episódio, o Inquisidor liberta-o com as palavras: "Vai-te e não voltes mais... nunca mais!".